# Tangarfa
Tangarfa (en àrab تانڭرفا, Tāngārfā; en amazic ⵜⴰⵏⴳⴰⵔⴼⴰ) és una comuna rural de la província de Sidi Ifni, a la regió de Guelmim-Oued Noun, al Marroc. Segons el cens de 2014 tenia una població total de 4.706 persones.